# Mémorial de la Gloire éternelle
Le Mémorial de la Gloire éternelle est situé à Kiev, en Ukraine, dans le district de Petchersk. Il est dédié à la mémoire des soldats ayant combattu pendant la Grande Guerre patriotique. Un soldat inconnu mort pendant la Seconde Guerre mondiale y repose.

## Historique
Le mémorial de la Gloire éternelle a été érigé dans un parc dont la fondation est attribuée au général Anosov, à la fin du XIXe siècle.
L'aménagement du parc a débuté en 1894 : tracé des allées, construction des ponts, des pavillons, des fontaines, terrains de sport, jeux pour enfants...
Pendant la Grande Guerre patriotique, le parc a été sévèrement dégradé. Le parc Anosov a été transformé en lieu de recueillement pour la mémoire des morts au combat.
Le Mémorial, inauguré le 6 novembre 1957, est situé dans le Parc de la Gloire éternelle de Kiev. Il est composé d'un obélisque et de l'Allée des Héros, où sont disposées les tombes de 34 soldats morts pendant la Seconde Guerre mondiale.
Chaque année, le 9 mai, les habitants de Kiev viennent déposer des fleurs sur la tombe du Soldat inconnu.

## L'obélisque
L'obélisque en granit mesure 27 mètres de haut. À ses pieds, la flamme éternelle est entourée d'une couronne de feuilles de chêne feuilles en bronze. 
La flamme de la mémoire a été ramenée de la Bataille de Stalingrad, sur la colline de Mamev. Le commandant de la région militaire de Kiev, le maréchal Vassili Tchouïkov l'a ramenée personnellement à Kiev.

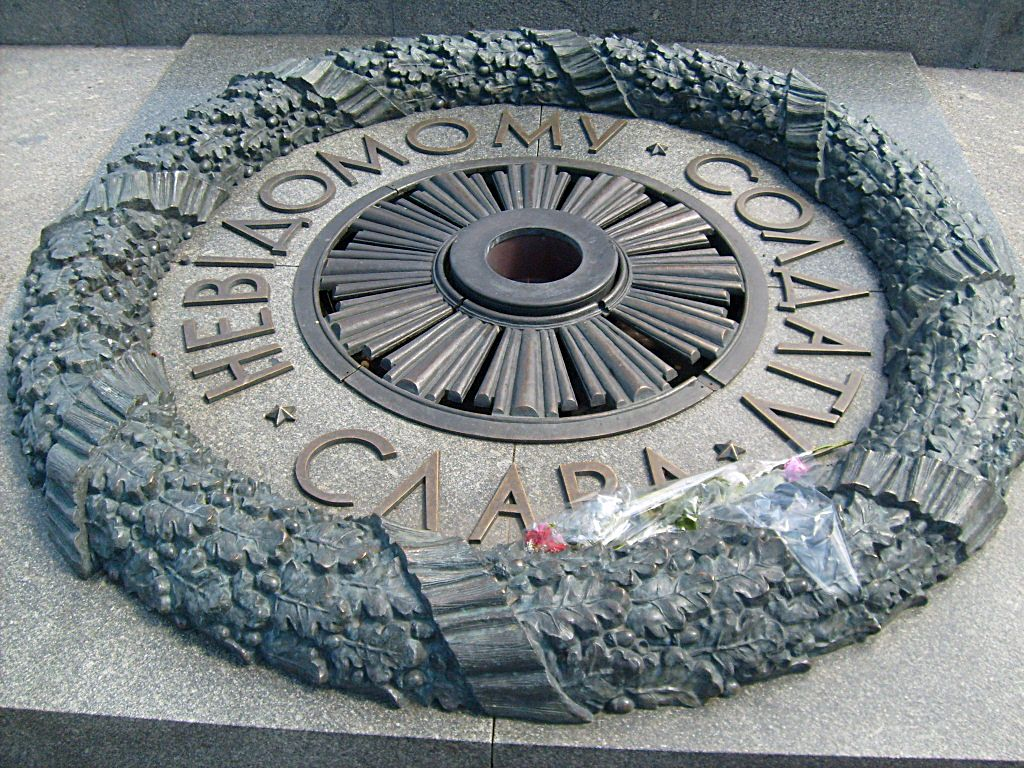
La flamme du soldat inconnu.
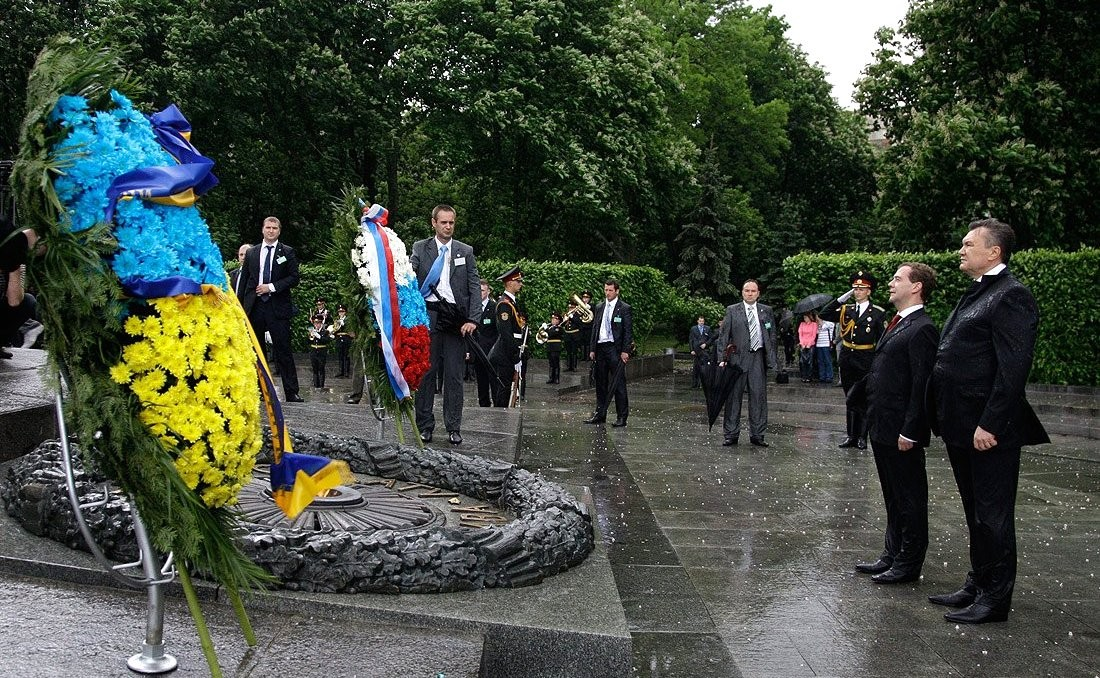

## L'allée des Héros
Sur l'allée menant à l'obélisque ont été inhumés 11 généraux et 23 officiers ukrainiens, russes, biélorusses, géorgiens et kazakhs.

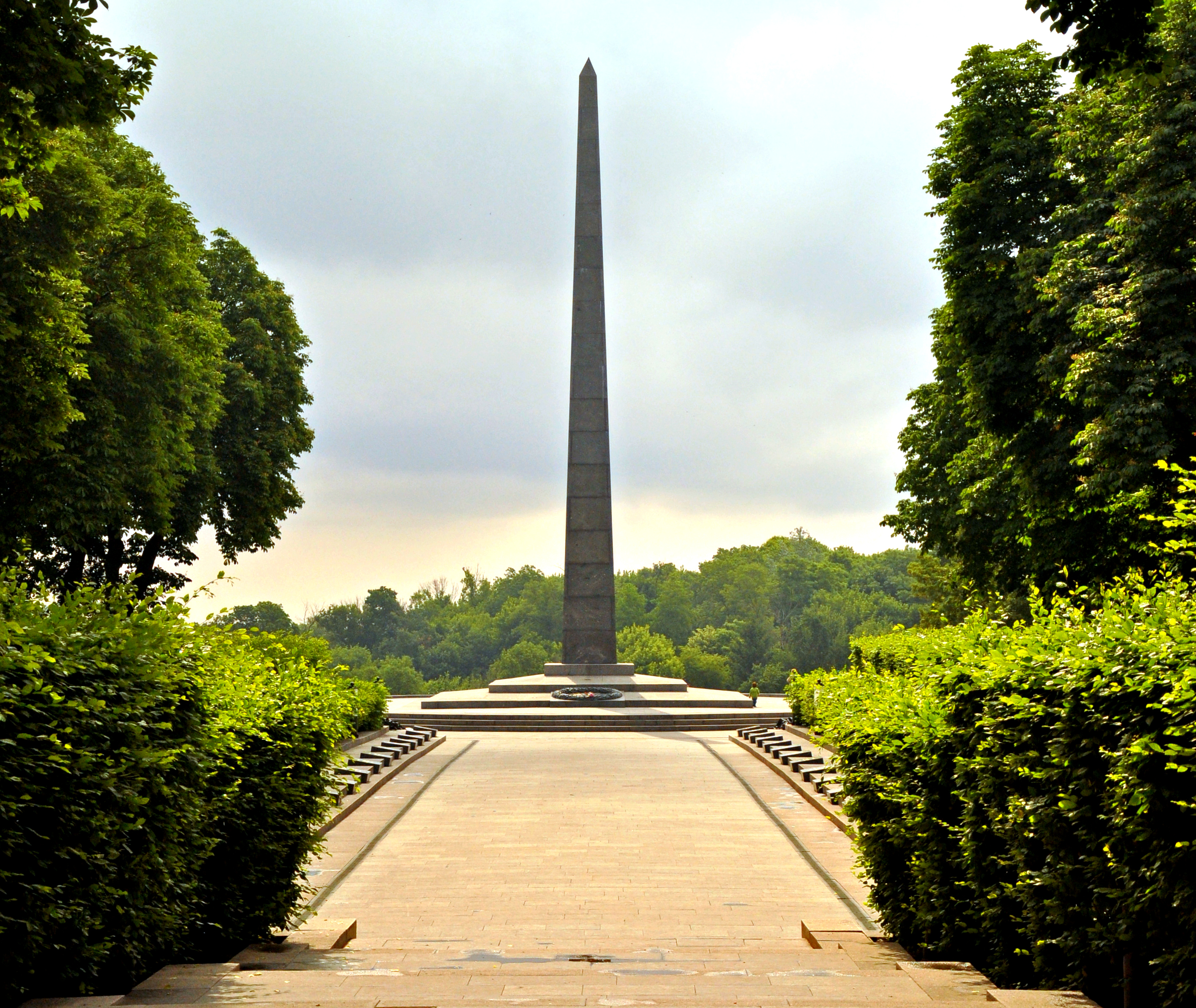
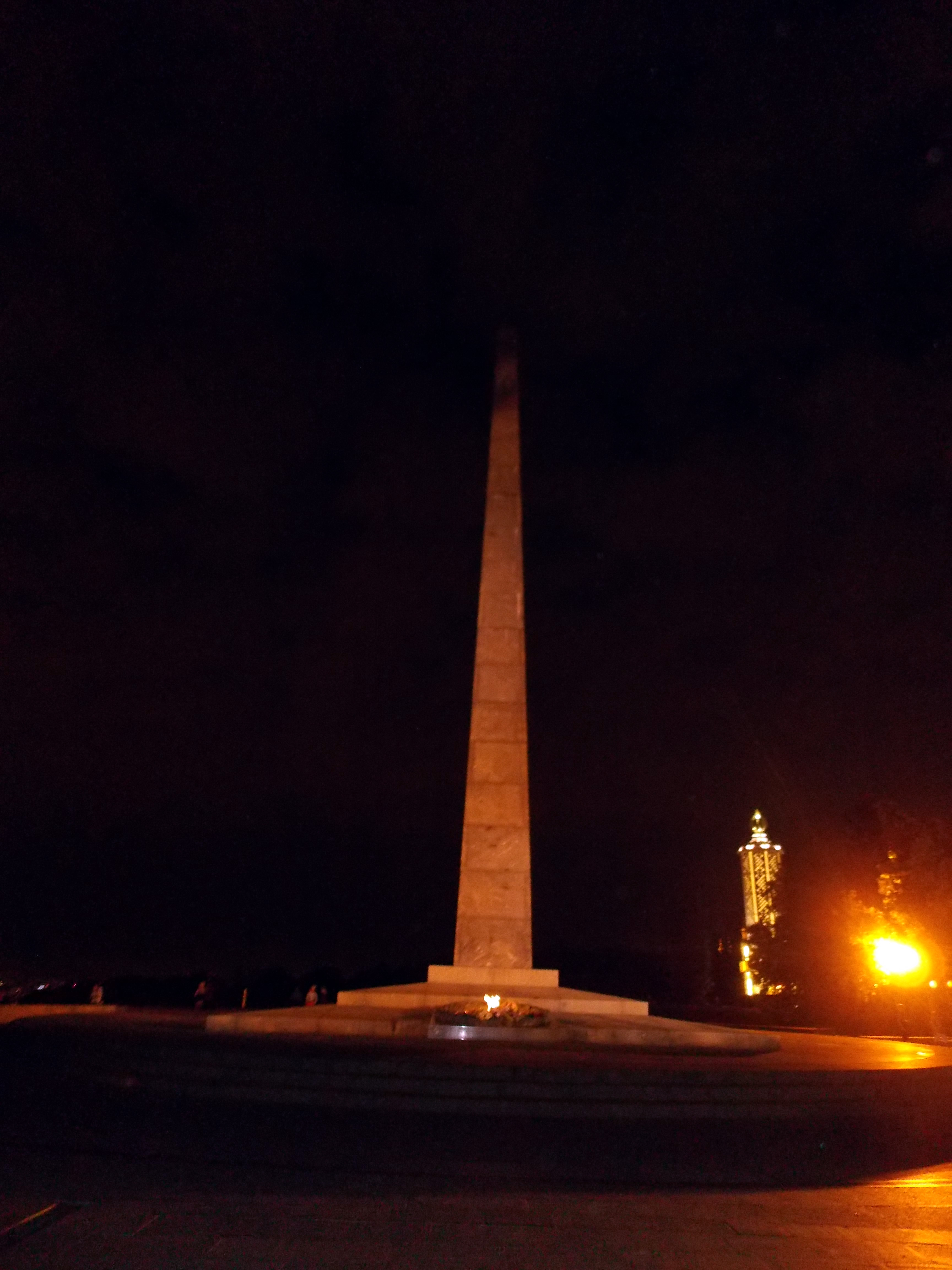
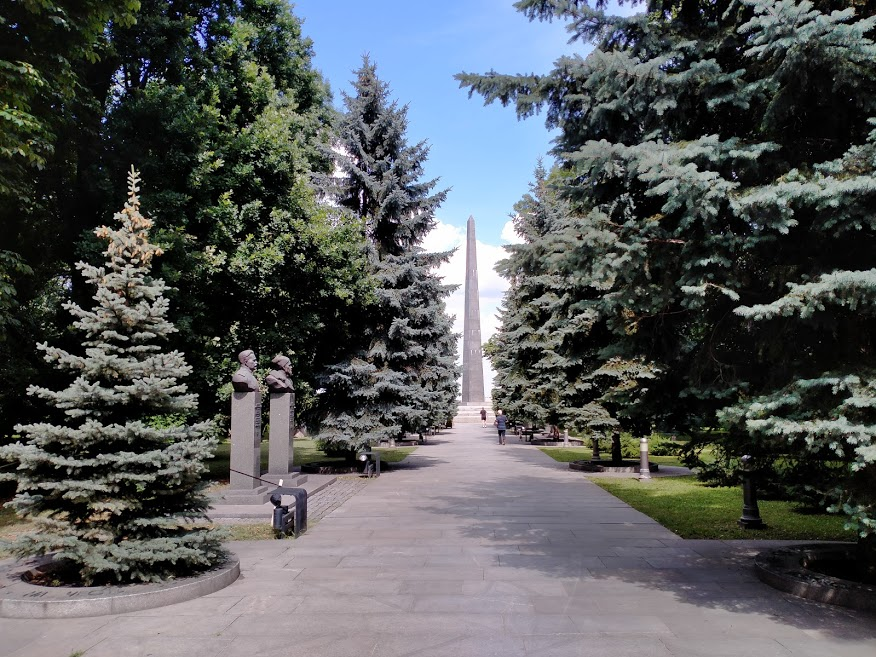

## Dans la ligne des réalisations monumentales des rives du Dnepr
Il s'inscrit dans une série de monuments ponctuant la ligne des collines escarpées des rives du Dnepr, du Dniepr et du Dnipro (de l'amont vers l'aval) : monument à saint Vladimir, monument aux droits de Magdebourg, arche de la Liberté du Peuple ukrainien, monument aux morts de la Seconde Guerre mondiale, et statue de la Mère-Patrie. Si le sommet des collines était surtout occupé par de multiples églises et monastères, nombreux sont ceux qui ont été dynamités par les autorités soviétiques dans les années 1920 et 30. On compte aujourd'hui (de l'amont vers l'aval) le monastère de Saint-Cyrille, l'église Saint-André, l'église de la Dîme (détruite), le monastère Saint-Michel-au-Dôme-d'Or (détruit pour laisser place à un ensemble monumental à Lénine et reconstruit), la tombe d'Askold, la Laure des Grottes de Kiev et le monastère Saint-Michel-de-Vydoubytch.